# Mark Nelisi
Mark Olaf Nelisi (* 15. Februar 2005) ist ein amerikanisch-samoanischer Fußballspieler auf der Position eines Abwehrspielers, der im Jahr 2024 erstmals in der amerikanisch-samoanischen Fußballnationalmannschaft zum Einsatz kam.

## Karriere
Mark Nelisi wurde am 15. Februar 2005 geboren und trat während seiner Schulzeit unter anderem für das Fußballteam der Nu’uuli Vocational Technical High School in Erscheinung. Auf Vereinsebene spielt Nelisi aktuell (Stand: Juli 2025) für den amerikanisch-samoanischen Erstligisten Utulei Youth, mit dem er zuletzt das Spieljahr 2024 auf dem achten Platz abgeschlossen hatte.
Im selben Jahr nahm er mit der U-19-/U-20-Auswahl Amerikanisch-Samoas an der Qualifikation zur U-19-Ozeanienmeisterschaft 2024 teil. Dabei kam er zumindest in einer Partie gegen die Cookinseln als linker Innenverteidiger zum Einsatz. Für eine Qualifikation zum Turnier in Apia auf Samoa konnte sich Amerikanisch-Samoa nicht durchsetzen.
Im September 2024 schaffte der damals 19-Jährige den Sprung in die A-Nationalmannschaft von Amerikanisch-Samoa und nahm mit dem Team an der OFC-Qualifikation zur Weltmeisterschaft 2026 teil. Beim Spiel der ersten Runde gegen Samoa saß Nelisi zunächst auf der Ersatzbank und wurde in der 84. Spielminute für Gabriel Taumua eingewechselt, der ebenfalls an diesem Tag sein Debüt gab. Für die Mannschaft bedeutete die 0:2-Niederlage in diesem Spiel das vorzeitige Ausscheiden aus der Qualifikation.